# Mathias Torstensen
Mathias Abraham Torstensen (Tønsberg, 1 de noviembre de 1892-Bærum, 9 de julio de 1975) fue un deportista noruego que compitió en remo. Participó en los Juegos Olímpicos de Estocolmo 1912, obteniendo una medalla de bronce en la prueba de cuatro con timonel.

## Palmarés internacional
| Juegos Olímpicos | Juegos Olímpicos   | Juegos Olímpicos  | Juegos Olímpicos   |
| Año              | Lugar              | Medalla           | Prueba             |
| ---------------- | ------------------ | ----------------- | ------------------ |
| 1912             | Estocolmo (Suecia) | Medalla de bronce | Cuatro con timonel |